# Famille anomique
 (décembre 2018).
La famille anomique est un système familial identifié par Emmanuel Todd dans son essai La Troisième Planète : Structures familiales et système idéologiques.
Ce système correspond à un système de famille nucléaire déréglé car sans contrainte exogamique forte, aboutissant à un système faiblement structuré, amorphe, obéissant à peu de normes.
Emmanuel Todd renoncera à ce concept dans son ouvrage L'Origine des systèmes familiaux, où il lui préfèrera des systèmes familiaux mieux définis, comme celui de famille nucléaire à corésidence temporaire.

## Localisation
Selon Emmanuel Todd, la famille anomique a un poids de moins de 10 % dans le monde (en pourcentage de la population mondiale), selon des chiffres de 1983.
Ce système familial concerne essentiellement l'Asie du Sud-Est et les populations andines d'Amérique du Sud.